# Tucquegnieux
Tucquegnieux és un municipi francès situat al departament de Meurthe i Mosel·la i a la regió del Gran Est. L'any 2007 tenia 2.634 habitants.

## Demografia

### Població
El 2007 la població de fet de Tucquegnieux era de 2.634 persones. Hi havia 1.180 famílies, de les quals 416 eren unipersonals (159 homes vivint sols i 257 dones vivint soles), 351 parelles sense fills, 322 parelles amb fills i 91 famílies monoparentals amb fills.
La població ha evolucionat segons el següent gràfic:
Habitants censats

### Habitatges
El 2007 hi havia 1.292 habitatges, 1.210 eren l'habitatge principal de la família, 21 eren segones residències i 62 estaven desocupats. 1.055 eren cases i 230 eren apartaments. Dels 1.210 habitatges principals, 822 estaven ocupats pels seus propietaris, 332 estaven llogats i ocupats pels llogaters i 56 estaven cedits a títol gratuït; 1 tenia una cambra, 50 en tenien dues, 236 en tenien tres, 438 en tenien quatre i 486 en tenien cinc o més. 794 habitatges disposaven pel capbaix d'una plaça de pàrquing. A 627 habitatges hi havia un automòbil i a 362 n'hi havia dos o més.

### Piràmide de població
La piràmide de població per edats i sexe el 2009 era:
| Homes | Edats   | Dones |
| ----- | ------- | ----- |
| 0     | 95 o +  | 0     |
| 0     | 90 a 94 | 24    |
| 16    | 85 a 89 | 12    |
| 12    | 80 a 84 | 4     |
| 52    | 75 a 79 | 76    |
| 84    | 70 a 74 | 96    |
| 100   | 65 a 69 | 148   |
| 92    | 60 a 64 | 120   |
| 32    | 55 a 59 | 80    |
| 92    | 50 a 54 | 104   |
| 68    | 45 a 49 | 84    |
| 120   | 40 a 44 | 100   |
| 128   | 35 a 39 | 100   |
| 76    | 30 a 34 | 116   |
| 80    | 25 a 29 | 56    |
| 44    | 20 a 24 | 52    |
| 84    | 15 a 19 | 72    |
| 92    | 10 a 14 | 48    |
| 72    | 5 a 9   | 88    |
| 40    | 0 a 4   | 52    |

## Economia
El 2007 la població en edat de treballar era de 1.536 persones, 1.057 eren actives i 479 eren inactives. De les 1.057 persones actives 937 estaven ocupades (521 homes i 416 dones) i 120 estaven aturades (56 homes i 64 dones). De les 479 persones inactives 115 estaven jubilades, 142 estaven estudiant i 222 estaven classificades com a «altres inactius».

### Ingressos
El 2009 a Tucquegnieux hi havia 1.195 unitats fiscals que integraven 2.671 persones, la mediana anual d'ingressos fiscals per persona era de 15.885 €.

### Activitats econòmiques
Dels 74 establiments que hi havia el 2007, 3 eren d'empreses alimentàries, 2 d'empreses de fabricació de material elèctric, 11 d'empreses de fabricació d'altres productes industrials, 14 d'empreses de construcció, 12 d'empreses de comerç i reparació d'automòbils, 3 d'empreses de transport, 3 d'empreses d'hostatgeria i restauració, 3 d'empreses financeres, 3 d'empreses immobiliàries, 5 d'empreses de serveis, 10 d'entitats de l'administració pública i 5 d'empreses classificades com a «altres activitats de serveis».
Dels 22 establiments de servei als particulars que hi havia el 2009, 1 era una oficina de correu, 2 oficines bancàries, 3 tallers de reparació d'automòbils i de material agrícola, 1 autoescola, 1 paleta, 1 guixaire pintor, 3 fusteries, 3 lampisteries, 2 electricistes, 2 perruqueries, 2 restaurants i 1 saló de bellesa.
Dels 7 establiments comercials que hi havia el 2009, 1 era un hipermercat, 2 botigues de menys de 120 m², 2 fleques, 1 una botiga d'electrodomèstics i 1 una joieria.
L'any 2000 a Tucquegnieux hi havia 10 explotacions agrícoles que ocupaven un total de 610 hectàrees.

## Equipaments sanitaris i escolars
El 2009 hi havia 2 centres de salut i 2 farmàcies.
El 2009 hi havia 1 escola maternal i 1 escola elemental. Tucquegnieux disposava d'un col·legi d'educació secundària amb 324 alumnes.

## Poblacions més properes
El següent diagrama mostra les poblacions més properes.